# 1970 w filmie
Wydarzenia filmowe w 1970 roku.

## Wydarzenia
- 19 października – odbyła się premiera filmu Rejs Marka Piwowskiego.

## Premiery

### Filmy polskie
- 28 marca – Jak zdobyć pieniądze, kobietę i sławę – reż. Janusz Kondratiuk
- 8 maja – Album polski – reż. Jan Rybkowski
- 21 maja – Dzięcioł – reż. Jerzy Gruza
- 12 czerwca – Dziura w ziemi – reż. Andrzej Kondratiuk
- 17 lipca – Różaniec z granatów – reż. Jan Rutkiewicz
- 8 września – Krajobraz po bitwie – reż. Andrzej Wajda
- 9 września – Kolumbowie – reż. Janusz Morgenstern
- 25 września – Lokis. Rękopis profesora Wittembacha – reż. Janusz Majewski
- 2 października – Abel, twój brat – reż. Janusz Nasfeter
- 19 października – Rejs – reż. Marek Piwowski
- 27 listopada – Romantyczni – reż. Stanisław Różewicz
- 10 listopada – Brzezina – reż. Andrzej Wajda
- 11 grudnia – Prom – reż. Jerzy Afanasjew
- 22 grudnia – Pogoń za Adamem – reż. Jerzy Zarzycki

### Filmy zagraniczne
- Mały Wielki Człowiek (Little Big Man) – reż. Arthur Penn
- MASH – reż. Robert Altman
- Patton – reż. Franklin J. Schaffner
- Port lotniczy (Airport) – reż. George Seaton
- Śledztwo w sprawie obywatela poza wszelkim podejrzeniem (Indagine su un cittadino al di sopra di ogni sospetto) – reż Elio Petri
- Tristana – reż. Luis Bunuel
- Zabriskie Point – reż. Michelangelo Antonioni
- Złoto dla zuchwałych (Kelly’s Heroes) – reż. Brian G. Hutton
- Sprawa sumienia (Un caso di coscienza) – reż. Giovanni Grimaldi
- Sampoorna Teerth Yatra (संपूर्ण तीर्थ यात्रा) – reż. Dhirubhai Desai

## Nagrody filmowe
- Oskary
  - Najlepszy film – Patton
  - Najlepszy aktor – George C. Scott
  - Najlepsza aktorka – Glenda Jackson
  - Wszystkie kategorie: 43. ceremonia wręczenia Oscarów
- Festiwal w Cannes
  - Złota Palma: Robert Altman – M*A*S*H
- Międzynarodowy Festiwal Filmowy w Berlinie
  - Złoty Niedźwiedź: N/A

## Urodzili się
- 1 stycznia – Tomasz Bielawiec, polski aktor
- 2 stycznia – Petro Aleksowski, polski operator
- 24 stycznia – Matthew Lillard, amerykański aktor
- 3 lutego – Warwick Davis, brytyjski aktor
- 3 marca – Julie Bowen, amerykańska aktorka
- 29 kwietnia:
  - Paweł Deląg, polski aktor
  - Uma Thurman, amerykańska aktorka
- 4 czerwca – Izabella Scorupco, polska aktorka
- 27 lipca – Chris Ward, nowozelandzki akustyk, realizator dźwięku
- 23 sierpnia – River Phoenix, amerykański aktor
- 29 września – Emily Lloyd, brytyjska aktorka
- 6 listopada – Ethan Hawke, amerykański aktor i scenarzysta
- 15 listopada – Paulina Młynarska-Moritz, polska aktorka
- 27 listopada – Brooke Langton, amerykańska aktorka
- 3 grudnia – Katarzyna Skrzynecka, polska aktorka
- 12 grudnia – Jennifer Connelly, amerykańska aktorka
- 17 grudnia – Agnieszka Wagner, polska aktorka

## Zmarli
- 30 stycznia – Malcolm Keen, angielski aktor filmowy i teatralny (ur. 1887)
- 4 lutego – Janusz Warnecki, polski aktor i reżyser (ur. 1895)
- 26 kwietnia – Gypsy Rose Lee, amerykańska aktorka i pisarka (ur. 1911)
- 1 sierpnia – Frances Farmer, amerykańska aktorka (ur. 1913)
- 23 września – Bourvil (André Rainbourg), francuski aktor (ur. 1917)
- 19 października – Jacek Woszczerowicz, polski aktor i reżyser (ur. 1904)
- 20 października – Antoni Bohdziewicz, polski reżyser (ur. 1906)
- 23 listopada – Tytus Dymek, polski aktor (ur. 1899)
- Hilda Hayward, pierwsza znana nowozelandzka operatorka filmowa (ur. 1898)